# Gran Premio del Marocco
Il Gran Premio del Marocco è una gara automobilistica di Formula 1 che si è svolta nel 1958 sul Circuito di Ain-Diab. In precedenza si corse dal 1925 al 1932, nel 1934 e dal 1954 al 1957 in gran premi non validi per il mondiale.

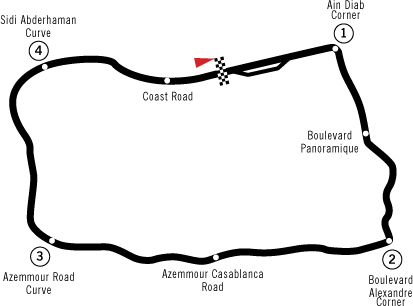
Tracciato del Gran Premio del Marocco

## Albo d'oro
| Anno | Nome                                                | Categoria  | Circuito   | Pilota               | Vettura      | Resoconto |
| ---- | --------------------------------------------------- | ---------- | ---------- | -------------------- | ------------ | --------- |
| 1925 | Gran Premio del Marocco                             | Sport      | Casablanca | Comte de Vaugelas    | Delage       | Resoconto |
| 1926 | Gran Premio del Marocco                             | Sport      | Casablanca | R. Meyerl            | Bugatti      | Resoconto |
| 1927 | Gran Premio del Marocco                             | Sport      | Casablanca | G. Roll              | Georges Irat | Resoconto |
| 1928 | Gran Premio del Marocco                             | Sport      | Casablanca | E. Meyer             | Bugatti      | Resoconto |
| 1930 | Gran Premio del Marocco                             | Sport      | Anfa       | Charles Bénitah      | Amilcar      | Resoconto |
| 1931 | Gran Premio di Casablanca - Gran Premio del Marocco | Grand Prix | Anfa       | Stanislas Czaykowski | Bugatti      | Resoconto |
| 1932 | Gran Premio di Casablanca                           | Grand Prix | Anfa       | Marcel Lehoux        | Bugatti      | Resoconto |
| 1934 | Gran Premio di Casablanca - Gran Premio del Marocco | Grand Prix | Anfa       | Louis Chiron         | Alfa Romeo   | Resoconto |
| 1954 | Gran Premio di Agadir                               | Sport      | Agadir     | Nino Farina          | Ferrari      | Resoconto |
| 1955 | Gran Premio di Agadir                               | Sport      | Agadir     | Mike Sparken         | Ferrari      | Resoconto |
| 1956 | Gran Premio di Agadir                               | Sport      | Agadir     | Maurice Trintignant  | Ferrari      | Resoconto |
| 1957 | Gran Premio del Marocco                             | Formula 1  | Ain-Diab   | Jean Behra           | Maserati     | Resoconto |
| 1958 | Gran Premio del Marocco                             | Formula 1  | Ain-Diab   | Stirling Moss        | Vanwall      | Resoconto |